# Annalisa Ericson
Pour les articles homonymes, voir Ericson.
Annalisa Ericson, née le 14 septembre 1913 et morte le 21 avril 2011, est une actrice suédoise de cinéma et de théâtre, active entre 1930 et le début des années 1990.

## Biographie
Née à Stockholm en 1913, elle commence l'école de ballet très tôt, dès l'âge de six ans, au Kungliga Svenska Balettskolan (sv). Attirée par une carrière d'actrice, elle stoppe le ballet et entre au Oscarsteatern, lieu où elle passera une grande partie de sa carrière théâtrale. Elle joue son premier rôle principal en 1931, dans la pièce Peter Pan. Elle fait ensuite des apparitions dans diverses pièces de théâtre et revues.
Sa première apparition créditée au cinéma est Värmlänningarna en 1932. Alternant revues et films de comédie légère, elle se fait peu à peu un nom. Dans les années 1940, elle joue dans plusieurs comédies musicales avec l'acteur Nils Poppe où le couple se fait connaître pour leurs danses acrobatiques. Au cours de sa carrière cinématographique, elle participe à une série de thrillers policiers réalisés par Arne Mattsson. Son dernier rôle au cinéma est dans Annalisa och Sven en 2004.
Mariée à trois reprises, elle a eu un fils de son second mariage. Après une carrière de quatre-vingt ans, Annalisa Ericson meurt le 21 avril 2011 à Stockholm, à l'âge de 97 ans. Elle repose au columbarium de l'église d'Engelbrekt.

## Filmographie
Liste non exhaustive
- 1930 : Fridas visor (en) de Gustaf Molander : danseuse (non créditée)
- 1931 : Brokiga blad (en) d'Edvin Adolphson et Valdemar Dalquist : danseuse (non créditée)
- 1931 : Le Faux Millionnaire (Falska miljonären) de Paul Merzbach : Anna-Lisa Blomkvist (non créditée)
- 1932 : Svärmor kommer (en) de Paul Merzbach : Maggie
- 1932 : Värmlänningarna de Gustaf Edgren : Anna
- 1933 : En melodi om våren de John Lindlöf : Gurli
- 1933 : En natt på Smygeholm de Sigurd Wallén : Clary
- 1934 : Atlantäventyret (en) de Lorens Marmstedt et Edvin Adolphson : Femme de ménage
- 1934 : Fasters millioner de Gustaf Molander : Astrid (non créditée)
- 1934 : Kungliga Johansson de Sölve Cederstrand : Karin
- 1936 : Alla tiders Karlsson de Gösta Rodin : Cleo
- 1936 : Spöket på Bragehus (en) de Ragnar Arvedson (en) et Tancred Ibsen (en) : Adrienne Brage
- 1937 : Mamma gifter sig (en) d'Ivar Johansson : Mona Helling
- 1940 : En, men ett lejon! de Gustaf Molander
- 1945 : Sirènes et cols bleus (Blåjackor) de Rolf Husberg : Nanette Raquette
- 1951 : Jeux d'été (Sommarlek) d'Ingmar Bergman : Kaj, danseuse
- 1952 : Säg det med blommor de Lars-Eric Kjellgren
- 1958 : Le Mannequin en rouge (Mannekäng i rött) d'Arne Mattsson : Kajsa Hillman
- 1958 : La Femme vêtue de noir (Damen i svart) d'Arne Mattsson : Kajsa Hillman

## Publications
- (sv) Mina sju liv, 1982, mémoires
- (sv) Lätta bubblor, 1998, mémoires